# Helena Olsson Wistrand
För backhopparen, se Helena Olsson Smeby.
Helena Olsson, född 1970, svensk poet och fotograf. 
Olsson debuterade i antologin Debut 2006 och har skrivit diktsamlingen, Ekorrar Monolit You!. Hon medverkade som fotograf i boken "Goetheanum Sehen" i samband med utställningen Goetheanum Einszueins | Goetheanum | Schweiz. från september 2011 till januari 2012. En fotografisk undersökning med fotografier från 1912–2011. Boken fungerade även som utställningkarta över de platser som dokumenterats i boken.